# Josef Gabriel (Politiker, 1868)
Josef Gabriel (* 19. März 1868 in Landskron (Lanškroun), Mähren; † 5. Juni 1939 in Spittal an der Drau) war ein österreichischer Politiker der Sozialdemokratischen Arbeiterpartei (SdP).

## Leben
Gabriel war der Sohn des Arbeiters im Eisenwerk Holenia Josef Gabriel (* 4. April 1830; † 23. November 1903) und dessen Ehefrau Rosina geborene Katholnig (* 28. September 1833, † 1894), einer Bauerntochter. Er war römisch-katholisch und heiratete am 30. Mai 1898 Veneranda Maria Konrad (* 21. März 1876; † 17. August 1960). Aus der Ehe gingen sechs Söhne und eine Tochter hervor. 
Nach dem Besuch der Volksschule in St. Ruprecht am Moos lernte er den Beruf des Spenglers und arbeitete in Wien, Graz, Knittelfeld und in der Schweiz in diesem Beruf. Ab 1904 war er Beamter der Allgemeinen Arbeiterkrankenkasse.

## Politische Funktionen
- 1909: Obmann des Konsumvereins Spittal an der Drau
- 1918–1920: Mitglied der Landesversammlung von Kärnten
- Mitglied des Aufsichtsrates der Großeinkaufsgesellschaft österreichischer Consumvereine (GöC)
- Mitglied des Gemeinderates von Spittal an der Drau
- Obmann der Konsumgenossenschaft Kärntens
- Aufbau einer Ortsgruppe der Metallarbeiter und Eisenbahner in Spittal an der Drau
- Obmann der Ortsgruppe der Metallarbeiter in Villach

Bei der Reichsratswahl 1907 kandidierte er im Wahlbezirk Kärnten 10 und kam mit 11,7 % der Stimmen auf den dritten Platz. Bei der Reichsratswahl 1911 kandidierte er im Wahlbezirk Kärnten 7, erreichte mit 17,8 % aber nur den dritten Platz und kam nicht in die Stichwahl.

## Politische Mandate
- 11. November 1918 bis seinem Mandatsverzicht am 28. Januar 1920: Mitglied der Provisorischen Kärntner Landesversammlung, SdP, Mitglied des Wirtschaftsausschusses
- 4. März 1919 bis 9. November 1920: Mitglied der Konstituierenden Nationalversammlung, SdP
- 10. November 1920 bis 1. Oktober 1930: Mitglied des Nationalrates (I., II. und III. Gesetzgebungsperiode), SdP
- 2. Dezember 1930 bis 17. Februar 1934: Mitglied des Nationalrates (IV. Gesetzgebungsperiode), SdP